# 西新浜町
西新浜町（にししんはまちょう）は、徳島県徳島市の町名。津田地区に属している。西新浜町1丁目から西新浜町2丁目まで存在する。郵便番号は〒770-8008。
- 人口：2,708人[1]
- 世帯数：1,470世帯[1]

## 地理
徳島市の東部に位置し、北は園瀬川に面しており、南は多々羅川、西は新川、東は千切山川が流れている。北部が1丁目、南部が2丁目で、その境を徳島県道29号徳島環状線（徳島県道203号鮎喰新浜線重複）が東進している。

## 河川
- 園瀬川
- 多々羅川
- 新川
- 千切山川

## 歴史
元は八万町字下大野で、昭和39年に現在の町名となった。当地は明和年間前後の新しい開拓地で、下大野は大野の下にあたるので付けられたとされる。当町は、安永元年創設と伝えられる竜王神社があり、以前この地が海中であったため、海神を祀る。

## 施設
- マルナカ徳島店

## 交通

### 道路
一般国道
- 国道55号

都道府県道
- 徳島県道29号徳島環状線
- 徳島県道203号鮎喰新浜線

### バス
- JR徳島駅前より新浜行き・南部循環を利用。